# Madonna dei Pellegrini
La Madonna dei Pellegrini o di Loreto è un dipinto a olio su tela (260x150 cm) di Caravaggio, databile al 1604-1606 e conservato nella Cappella Cavalletti della basilica di Sant'Agostino a Roma.

## Descrizione e stile
Giovanni Baglione ne scrive nella biografia del pittore in questi termini: "Nella prima cappella della chiesa di Loreto o di Sant'Agostino alla manca fece una Madonna di Loreto ritratta dal naturale con due pellegrini, uno co'piedi fangosi di deretano, e l'altra con una cuffia sdrucita, e sudicia di deretani e per queste leggeriezze in riguardo delle parti, che una gran pittura haver dee, da popolani ne fu fatto estremo schiamazzo".
Del dipinto scrive Gian Pietro Bellori: "Seguitò a dipingere nella Chiesa di Santo Agostino l'altro quadro della cappella de', Signori Cavalletti La Madonna in piedi col fanciullo fra le braccia in atto di benedire: s'inginocchiavo avanti due pellegrini co'le mani giunte; e il primo di loro è un povero scalzo li piedi, e le gambe, con la mozzetta di cuoio, e'l bordone appoggiato alla spalla è accompagnato da una vecchia con una cuffia in capo [...] In Santo Agostino si offeriscono le sozzure de'piedi del Pellegrino."

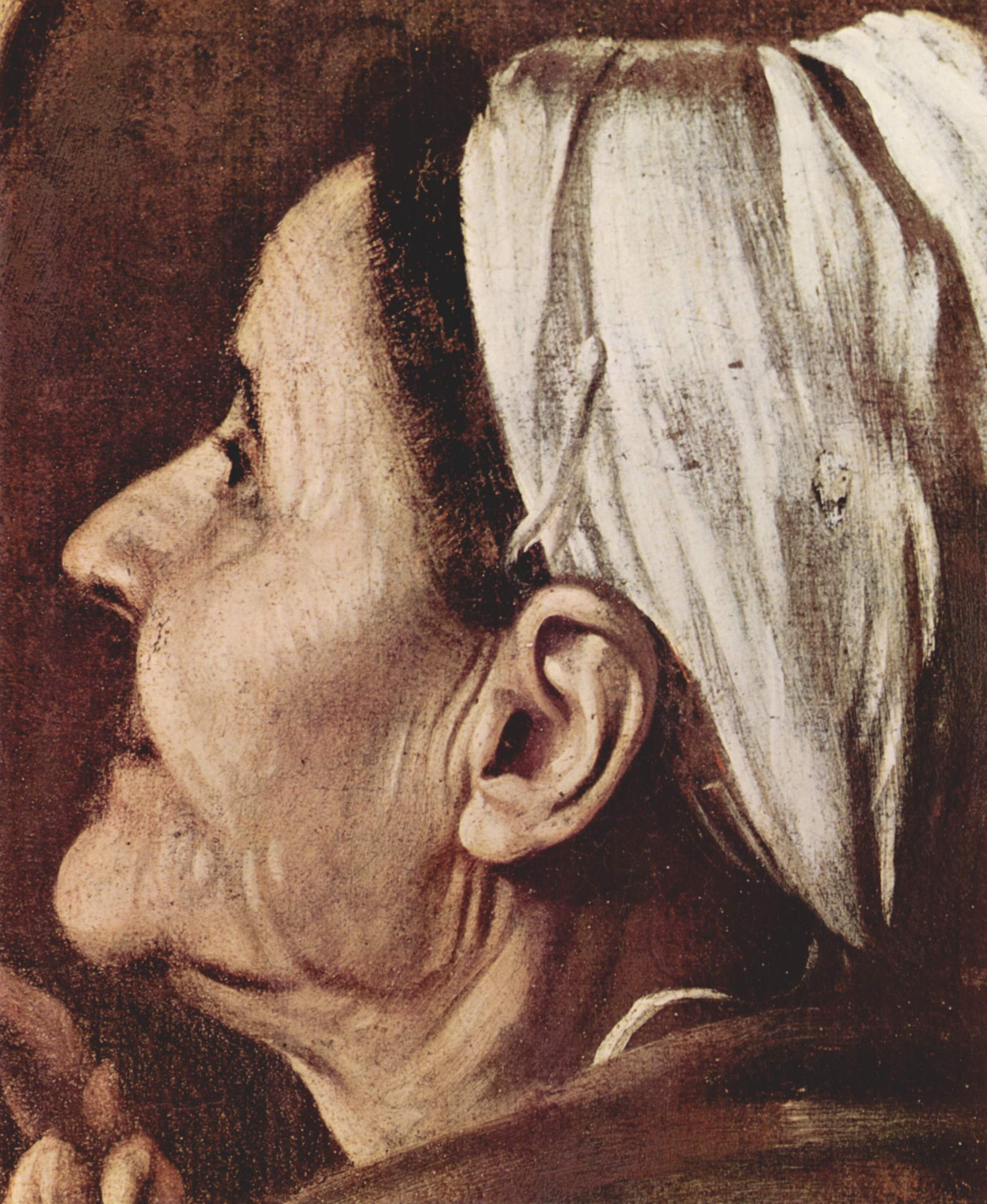
Dettaglio

In entrambe le descrizioni emergono i particolari che portano i fruitori allo "schiamazzo", come dice il Bellori: "L'estrema povertà, gli abiti sdruciti, i piedi sporchi del pellegrino posti in primissimo piano, la povera cuffia della donna che lo accompagna, inginocchiata e, come lui, con le mani giunte in preghiera". Afferma il Bologna che" quei pellegrini, solo in quanto popolani veri sono in grado di riconoscere per Madonna quell'altra popolana col figliolone in braccio, ch'è uscita ad appoggiarsi allo stipite della porta di casa (resto di un antico monumento diroccato), e incrociando familiarmente le gambe si china verso di loro" . Lo studioso sottolinea che quei poveri affidano alla Madonna le loro miserie perché non sentono in lei un essere superiore, ma la riconoscono come una di loro. Giustamente il Bologna afferma che questa attenzione verso un'umanità miserevole avviene dopo che il pittore ha smesso di raffigurare "cappelli piumati e zimarre splendenti", come nella Buona Ventura o nei Bari (anche se poi riappariranno, ma in modo marginale e nell'"atmosfera tenebrosa" nelle Sette Opere di Misericordia ); è verso gli ultimi, i diseredati, che egli vi vedeva una condizione, degna di essere raffigurata, più naturale. 
Di posizione contraria Mia Cinotti che ritiene come invece vada considerata la semplicità della fede popolare che ha bisogno di confrontarsi con il miracoloso ed il trascendente necessari a superare le miserie quotidiane; il popolo, per la studiosa, non ama le innovazioni, le trasgressioni, ha una visione conservatrice del religioso che di fatto è più vicina al dettato tridentino, alle prescrizioni in materia di figurazioni sacre che alla naturalezza esibita. Da qui le proteste, gli" schiamazzi", per quelle immagini di povertà indecenti, indecorose.
Il critico Bologna risponde che il termine "schiamazzi" (confusione di grida) è usato, nella stessa Vita del pittore a proposito dell'eccessivo entusiasmo del suo "turcimanno" (portavoce, rappresentante), quindi con accezione positiva; inoltre, Giovanni Agucchi, fra il 1607 e il 1615 scrive che si devono lodare quei pittori, come Caravaggio" che imitano solamente le cose, come nella natura si trovano, e si debba fare la stima che ne fa il volgo: perché essi non arrivando a conoscere quella bellezza che esprimer vorrebbe la natura, si fermano a quel che veggono espresso, ancorché lo trovino oltremedo imperfetto. Da questo ancora nasce che le cose dipinte e imitate dal naturale piacciono al popolo." Al che possiamo arguire che il popolo non si fosse scandalizzato né avesse particolarmente protestato, ma anzi avesse rumorosamente apprezzato lo stesso le "leggeriezze in riguardo delle parti, che una gran pittura haver dee", non sembrano, in effetti giudizi del popolo, ma il giudizio del Baglione stesso e con lui dei teorici del decoro: scrive il Paleotti che se per piacere al popolo il pittore può lasciarsi andare ad ogni" sorte d'intemperanze", lo deve fare" stando sempre col decoro e dignità del soggetto.".

## Iconografia e Iconologia

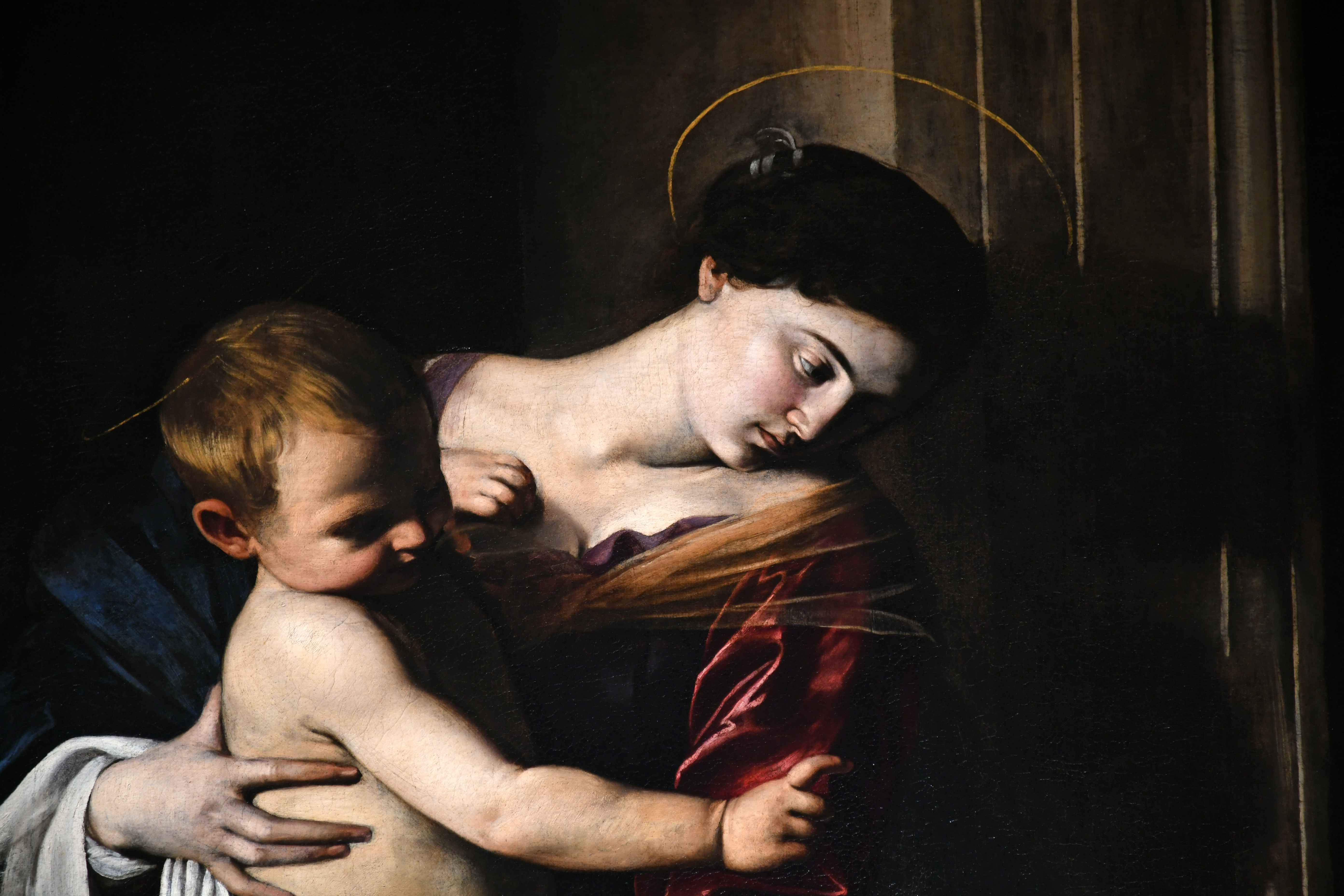
Particolare della Vergine col bambino

La tradizione iconografica vedeva la Vergine col bambino in trono dentro un'edicola oppure seduta sul tetto della Santa Casa, che gli angeli sorreggono e portano in volo verso Loreto (si pensi al dipinto di Bernardino Campi di prima del 1599 con Vescovo e San Pietro Martire nella Pinacoteca Volpi di Como o quello di Annibale Carracci in S. Onofrio al Gianicolo a Roma ). Caravaggio abolisce questo tradizionale immaginario della devozione popolare e sostituisce alla casa in volo l'apparizione del tutto naturale della Madonna sullo stipo della porta della Santa Casa, che è una povera casa di mattoni, stabile al suolo, ma adorna di una pregiata soglia di marmo: forse si tratta di una riproduzione di come appariva nel 1500 la Santa Casa, prima di essere nascosta dal rivestimento marmoreo esterno.
L'unico accenno al volo può magari essere intravisto, come affermava il Sameck Lodovici, nella levità dello sforzo con la quale la Vergine sorregge il Bambino già abbastanza grandicello e nel piede appena sollevato da terra. Jacob Hess precisa che l'atteggiamento della Madonna deriva da uno dei rari ricordi di scultura antica del Caravaggio la donna barbara o Thusnelda, che al tempo del pittore si trovava a Villa Medici dove poteva averla vista. Lo stesso studioso riporta che la modella fu una certa Lena, in seguito identificata in Maddalena Antognetti, cortigiana nota nella Roma del tempo. 
Lena era una cortigiana d'alto bordo che faceva parte di un'élite che si divideva fra cardinali e ricchi mercanti comprendente anche Fillide Melandroni e Menica o Domenica Calvi; Lena era in stretto rapporto con Caravaggio per il quale fungeva da modella e per lei il pittore aggredì il notaio Mariano Pasqualone una sera d'estate del 1605. Non era solo il fatto che Lena fosse nota in città, ma anche che si mostrasse in modo prosperoso nel ritratto e che comparisse come figura viva (nel senso di realmente esistente) in un dipinto. Il Concilio di Trento aveva bandito" tutte le lascivie di una sfacciata bellezza dalle sacre figure"; pertanto si può pensare che Lena nel dipinto potesse fare scandalo e che potesse essere rifiutata dal committente, ma ciò non accadde; né poteva essere fonte di preoccupazione la presenza dei piedi nudi e sporchi (come non fece effetto sul popolo) in quanto il pellegrinaggio si faceva a piedi nudi e nel Giubileo del 1600 Caravaggio aveva avuto modo di osservare la grande moltitudini di pellegrini poveri e laceri venuti a Roma; ancora una volta, invece, il problema era di coloro che ragionavano in termini di decoro secondo i dettami controriformisti come il cardinal Borromeo: "queste cose piacciono alla moltitudine, la quale purtroppo si compiace delle cose peggiori...il volgo ignorante in simili pittori ammira soltanto gli errori, e non si sa comprendere l'arte e vedere se àvvi qualcosa di veramente bello". Friedlaender ritiene il carattere statuario della Madonna in rapporto ad una statua lignea che si trovava per devozione dei pellegrini all'interno della Sacra Casa di Loreto. Maurizio Marini a tal proposito precisa che il carattere statuario è nell'opera rielaborato dall'esempio antico al naturale e in questo senso dovrebbe essere anche considerato lo stipite della porta e l'intonaco della casa rielaborato su qualche esempio di dimora romana ancora in uso nella Roma del pittore.